# Le Buisson-de-Cadouin
Le Buisson-de-Cadouin è un comune francese di 1 985 abitanti situato nel dipartimento della Dordogna nella regione della Nuova Aquitania.
Vi sorge l'abbazia di Cadouin,  abbazia cistercense dedicata a Nostra Signora della Natività.

## Storia
Il comune è nato nel 1974 dalla fusione di quattro comuni: Cadouin, Le Buisson-Cussac, Paleyrac et Urval, quest'ultimo e tornato ad essere un ente autonomo nel 1989.

### Simboli
Lo stemma del comune di Le Buisson-de-Cadouin si presenta:
Lo stemma di Cadouin era d'argento, al cotogno terrazzato di verde e fruttifero d'oro di sette pezzi, accostato da due gigli d'oro.
Quello di Le Buisson era d'azzurro, alla banda abbassata d'argento, attraversante su una ruota d'oro.
Quello di Paleyrac era: d'azzurro, a due verghette d'oro, alla croce d'argento attraversante; alla bordura cucita di rosso, caricata di dieci bisanti d'oro.

## Società

### Evoluzione demografica
Abitanti censiti